# Lycisca cyaniceps
Lycisca cyaniceps är en stekelart som beskrevs av Per Abraham Roman 1920. Lycisca cyaniceps ingår i släktet Lycisca och familjen puppglanssteklar.
Artens utbredningsområde är Guyana. Inga underarter finns listade i Catalogue of Life.